# Jérôme Cahuzac

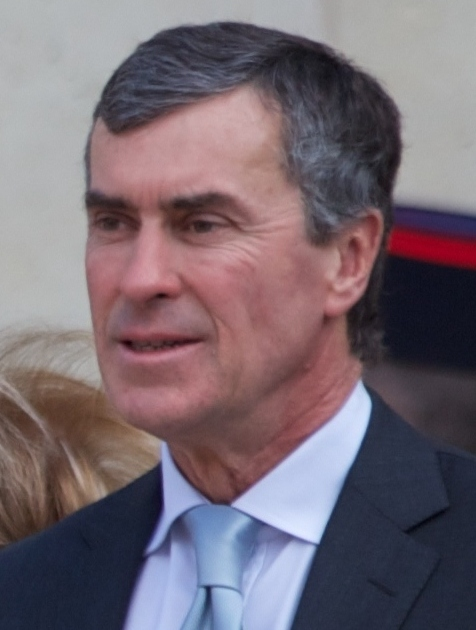
Jérôme Cahuzac (2012)

Jérôme Cahuzac (* 19. Juni 1952 in Talence, Département Gironde) ist ein französischer Politiker. Er war vom 16. Mai 2012 bis 19. März 2013 Beigeordneter Minister für das Budget im Ministerium für Wirtschaft, Finanzen und Außenhandel im Kabinett Ayrault I bzw. Ayrault II. Er gehörte der Parti Socialiste (PS) an, ehe diese ihn im April 2013 ausschloss.

## Leben
Nach dem Schulbesuch studierte Cahuzac Medizin und war nach Abschluss des Studiums als Doktor der Medizin als Chirurg tätig, wobei er zwischen 1984 und 1988 Assistenzarzt an der Medizinischen Klinik der Hôpitaux de Paris war. Im Anschluss war er von 1988 bis 1991 Technischer Berater von Claude Évin, der zu der Zeit Sozialminister im Kabinett von Premierminister Michel Rocard war.
Nach einer erneuten Tätigkeit als Chirurg begann er seine politische Laufbahn, indem er von 1997 bis 2002 und dann wieder von 2007 und 2012 als Kandidat des PS den Wahlkreis Nr. 3 des Départements Lot-et-Garonne in der Nationalversammlung vertrat. Daneben war er von 1998 bis 2001 auch Mitglied des Generalrates dieses Départements und von 2001 bis 2012 Bürgermeister von Villeneuve-sur-Lot.
Nach der Wahl von François Hollande zum Staatspräsidenten und der Ernennung von Jean-Marc Ayrault zum Premierminister wurde Cahuzac von diesem am 17. Mai 2012 zum Beigeordneten Minister für das Budget in dessen Kabinett berufen und war als solcher dem Minister für Wirtschaft, Finanzen und Außenhandel Pierre Moscovici unterstellt.
Nachdem die Staatsanwaltschaft ein Ermittlungsverfahren wegen des Verdachts auf Steuerhinterziehung eingeleitet hatte, trat er am 19. März 2013 zurück, bestritt aber den Vorwurf. Er wird beschuldigt, bis 2009 nicht deklarierte Bankkonten bei der Schweizer Großbank UBS sowie beim Genfer Finanzunternehmen Reyl & Cie und ab 2010 in Singapur gehabt zu haben. Sein Nachfolger wurde Bernard Cazeneuve. Am 2. April 2013 räumte er die Existenz des Kontos ein und erklärte, in einer Lügenspirale gefangen gewesen zu sein. Cahuzac wurde am 8. Dezember 2016 in erster Instanz zu einer Freiheitsstrafe von drei Jahren Gefängnis wegen Steuerbetrugs, Geldwäsche und falscher Vermögensdeklaration verurteilt.
Er ging in Revision; das Gericht (cour d'appel de Paris) urteilte am 15. Mai 2018.

## Sonstiges
Edwy Plenel (* 1952), ein bekannter französischer Journalist (u. a. von 1996 bis 2004 Redaktionsdirektor der Tageszeitung Le Monde) spielte bei der Aufdeckung von Cahuzacs Auslandskonten eine Schlüsselrolle.